# لويس ديفيدز
لويس ديفيدز (بالهولندية: Louis Davids)‏ هو فنان ملاهي ‏ هولندي، ولد في 19 ديسمبر 1883 في روتردام في هولندا، وتوفي في 1 يوليو 1939 في أمستردام في هولندا.

## وصلات خارجية
- لويس ديفيدز على موقع IMDb (الإنجليزية)
- لويس ديفيدز على موقع ميوزك برينز (الإنجليزية)
- لويس ديفيدز على موقع ميوزك برينز (الإنجليزية)
- لويس ديفيدز على موقع ديسكوغز (الإنجليزية)